# Центральна збагачувальна фабрика «Вузлівська»

ЦОФ «Вузлівська». Ракурс.

Центральна збагачувальна фабрика «Вузлівська» — проєкт виконано інститутом «Південшахтопроект». Фабрика стала до ладу 1935 року. Призначена для збагачення коксівного вугілля. Проєктна потужність — 2400 тис. тонн на рік.
Характерною особливістю її технології була двосекційна побудова з роздільним збагаченням легкозбагачувального вугілля пневматичним способом (сепаратори) і важкозбагачувально вугілля в гідравлічних відсаджувальних машинах. У 50-ті роки на секції мокрого збагачення впроваджено флотацію шламів, яка згодом поширилася на секцію легкозбагачувального вугілля у зв'язку з ліквідацією в 1966 році пневматичного збагачення. У 1969 році фабрику реконструювали. Для збагачення крупного вугілля (+13 мм) встановлено важкосередовищні сепаратори. Потужність фабрики зросла до 3400 тис. тонн. Згодом вжили заходів щодо відокремленого збагачення крупнозернистого шламу (0,5—1 мм): спочатку в апаратах пінної сепарації, а в 1999—2000 роках їх замінили на гвинтові сепаратори.
Місцезнаходження: м. Горлівка, Донецька обл., залізнична станція Трудова.